# バニーズ群馬FCホワイトスター
バニーズ群馬FCホワイトスター（バニーズぐんまエフシーホワイトスター、BUNNYS GUNMA FC WHITE STAR）は、群馬県前橋市をホームタウンとする、日本女子サッカーリーグに所属する女子サッカークラブである。

## 概要
2007年4月、アルテ高崎レディースの監督だった石川裕介が、高崎市をホームタウンにホワイトスター高崎2007として創設。2009年にホームタウンを利根郡昭和村に移し、クラブ名もホワイトスターJ-wings昭和へ改称したが、わずか1年でホームタウンを高崎市に戻し、AACホワイトスターへ改称、2011年にホームタウンである「高崎」の地名をクラブ名に冠してAAC高崎ホワイトスターへ改称、2016年になでしこリーグ参戦を目指すことを表明し、群馬FCホワイトスターへ改称した。
2017年、関東女子サッカーリーグ2部初昇格。
2021年度から発足する女子サッカーのプロリーグ・WEリーグに参入を申請したものの、参入は叶わなかった。その後の2020年12月21日、チーム名をバニーズ群馬FCホワイトスターに改称、ホームタウンも前橋市に移転し、なでしこリーグ2部に参入することが発表された。これは前年までなでしこリーグに参戦していたバニーズ京都SCが新型コロナウイルス感染症流行の影響でスポンサー獲得に苦しんでおり、トップチームを群馬FCホワイトスターに移管することを決めたことによるものである。
これにより参入した2021年のなでしこリーグ2部ではリーグ2位の成績をあげ、大和シルフィードとのなでしこリーグ1部・2部入替戦において2試合合計2-1で勝利し、2022年シーズンからのなでしこリーグ1部への昇格を決めた。
2022年より監督に就任した和田治雄が、成績不振のため第14節終了後の同年6月29日に解任され、新監督に小林勉が就任すると発表された。7月2日に行われた第15節は小林が指揮をとったが、クラブの現況把握が正確に出来ておらず、小林は前所属の桐生大学附属中学校サッカー部の監督を8月31日まで続けることとなり、正式な就任は9月1日からとなった。暫定監督として、2018年に群馬FCホワイトスターの指揮をとった三輪和幸が就任した。

## クラブ名変遷
- 2007年 - 2008年： ホワイトスター高崎2007（高崎市）
- 2009年： ホワイトスターJ-wings昭和（利根郡昭和村）
- 2010年： AACホワイトスター（高崎市）
- 2011年 - 2015年： AAC高崎ホワイトスター（高崎市）
- 2016年 - 2020年： 群馬FCホワイトスター（高崎市）
- 2021年 - 現在： バニーズ群馬FCホワイトスター（前橋市）

## 年度別成績・歴代監督
| 年度 | チーム名                     | リーグ      | チーム数 | 試合数 | 勝点 | 勝 | 分 | 敗 | 得点 | 失点 | 得失差 | リーグ順位 | 皇后杯     | 監督                            |
| 2015 | AAC高崎ホワイトスター        | 群馬県1部   | 10       | 9      | 16   | 5  | 1  | 3  | 33   | 21   | 12     | 4位        | -          |                                 |
| 2016 | 群馬FCホワイトスター         | 群馬県1部   | 11       | 10     | 24   | 8  | 0  | 2  | 48   | 13   | 5      | 2位        | -          |                                 |
| 2017 | 群馬FCホワイトスター         | 群馬県1部   | 10       | 9      | 27   | 9  | 0  | 0  | 51   | 9    | 42     | 優勝       | -          |                                 |
| 2018 | 群馬FCホワイトスター         | 関東2部     | 8        | 14     | 30   | 8  | 6  | 0  | 23   | 10   | 13     | 優勝       | -          | 三輪和幸                        |
| 2019 | 群馬FCホワイトスター         | 関東1部     | 8        | 14     | 21   | 6  | 3  | 5  | 39   | 31   | 8      | 5位        | 1回戦敗退  | 夫馬健太                        |
| 2020 | 群馬FCホワイトスター         | 関東1部     | 4        | 3      | 1    | 0  | 1  | 2  | 2    | 7    | -5     | A組4位     | 2回戦敗退  | 野田朱美                        |
| 2021 | バニーズ群馬FCホワイトスター | なでしこ2部 | 12       | 14     | 33   | 10 | 3  | 1  | 39   | 15   | 24     | 2位        | (予選敗退) | 野田朱美                        |
| 2022 | バニーズ群馬FCホワイトスター | なでしこ1部 | 12       | 22     | 25   | 7  | 4  | 11 | 21   | 40   | -19    | 9位        | 1回戦敗退  | 和田治雄 (-6月) → 小林勉 (7月-) |
| 2023 | バニーズ群馬FCホワイトスター | なでしこ1部 | 12       | 22     | 24   | 5  | 9  | 8  | 28   | 37   | -9     | 8位        | 2回戦敗退  | 小林勉                          |
| 2024 | バニーズ群馬FCホワイトスター | なでしこ1部 | 12       | 22     | 9    | 2  | 3  | 17 | 15   | 69   | -54    | 12位       | 3回戦敗退  | 清水清志 → 三輪和幸 → 野田朱美  |

## 所属選手・スタッフ
2024年

### スタッフ
| 役職   | 氏名     | 生年月日 (年齢)       | 前職                          | 備考      |
| 監督   | 清水清志 | 1963年5月2日（61歳）  |                               | 新任→退任 |
| 監督   | 三輪和幸 | 1961年4月20日（63歳） | 桐蔭学園高等学校コーチ        | 再任→退任 |
| 監督   | 野田朱美 | 1969年6月13日（55歳） | オルカ鴨川FC監督              | 再任      |
| コーチ | 荒木博明 | 1976年3月1日（49歳）  | 中華職業足球聯連協曾(U12-U18) | 新任      |

### 選手
| Pos | No. | 選手名      | 生年月日 (年齢)        | 前所属                           | 備考   |
| GK  | 16  | 松本紗和    | 1998年10月11日（26歳） | リリーウルフF石川                | 新加入 |
| GK  | 21  | 佐々木心    | 2005年11月10日（19歳） | 常盤木学園高等学校               | 新加入 |
|     |     |             |                        |                                  |        |
| DF  | 2   | 澁澤光      | 2000年3月3日（25歳）   | 大宮アルディージャVENTUS         | 新加入 |
| DF  | 3   | 山口日南貴  | 1999年7月30日（25歳）  | 東京国際大学                     |        |
| DF  | 5   | 安部由紀夏  | 1999年6月16日（25歳）  | 国士舘大学                       |        |
| DF  | 13  | 鈴木紋伽    | 2002年9月27日（22歳）  | 南葛SC WINGS                     | 新加入 |
| DF  | 15  | 中山友菜    | 2001年12月19日（23歳） | 日本体育大学                     | 新加入 |
| DF  | 19  | 西尾彩花    | 2001年4月24日（23歳）  | 神奈川大学                       | 新加入 |
|     |     |             |                        |                                  |        |
| MF  | 6   | 川北美空    | 2000年2月19日（25歳）  | 岡山湯郷Belle                    |        |
| MF  | 7   | AYANO WYATT | 2003年8月6日（21歳）   | Seminole State College           |        |
| MF  | 8   | 大矢歩      | 1994年11月8日（30歳）  | 愛媛FCレディース                 |        |
| MF  | 14  | 早瀬彩来    | 2004年9月2日（20歳）   | オルカ鴨川FC                     | 新加入 |
| MF  | 18  | 西﨑帆花    | 2003年5月24日（21歳）  | ASハリマアルビオン               | 新加入 |
| MF  | 22  | 荒木日和    | 2005年12月2日（19歳）  | バニーズ群馬FCホワイトスターU-18 | 昇格   |
|     |     |             |                        |                                  |        |
| FW  | 11  | 塩谷瑠南    | 1999年9月16日（25歳）  | 東洋大学                         |        |
| FW  | 17  | 佐藤瑞希    | 2006年1月24日（19歳）  | 常盤木学園高等学校               | 新加入 |

## ユニフォーム

### クラブカラー
- 臙脂色、  白、  オレンジ

### ユニフォームスポンサー
| 掲出箇所   | スポンサー名             | 表記                  | 掲出年            | 備考                                             |
| 胸         | なし                     | -                     | -                 |                                                  |
| 鎖骨       | スマイルデンタルオフィス | SMILE DENTAL OFFICE   | 2023年 -          | 左側に表記                                       |
| 鎖骨       | ヤマト                   | ヤマト                | 2021年 -          | 右側に表記                                       |
| 背中上部   | 群馬トヨペット           | 群馬トヨペット        |                   | 2016年までは胸 2015年までは「GUNMA TOYOPET」表記 |
| 背中下部   | ジャパン警備             | ジャパン警備          | 2023年 -          |                                                  |
| 袖         | メモリード・ライフ       | メモリード・ライフ    | 2023年 -          |                                                  |
| パンツ前面 | 関東いすゞ自動車         | ISUZU 関東いすゞ      | 2018年前期第5節 - |                                                  |
| パンツ背面 | 群馬自動車燃料販売       | Total Car Care 群自燃 | 2023年 -          |                                                  |

### ユニフォームサプライヤー
- VINCERE

### 歴代ユニフォームスポンサー年表
| 年度 | 胸             | 鎖骨左              | 鎖骨右 | 袖                 | 背中上部       | 背中下部     | パンツ前面          | パンツ背面            | サプライヤー |
| 2016 | 群馬トヨペット | 解禁前              | 解禁前 | GEST CORPORATION   | YAMADA         | ALSOK        | -                   | 解禁前                | VINCERE      |
| 2017 | YAMADA         | 解禁前              | 解禁前 | GEST CORPORATION   | 群馬トヨペット | ALSOK        | -                   | 解禁前                | VINCERE      |
| 2018 | YAMADA         | -                   | -      | GEST CORPORATION   | 群馬トヨペット | ALSOK        | -/ ISUZU 関東いすゞ | 解禁前                | VINCERE      |
| 2019 | YAMADA         | -                   | -      | PLAISIR            | 群馬トヨペット | -            | ISUZU 関東いすゞ    | 解禁前                | VINCERE      |
| 2020 | YAMADA         | -                   | -      | -                  | 群馬トヨペット | -            | ISUZU 関東いすゞ    | -                     | VINCERE      |
| 2021 | YAMADA         | AKAGI GROUP         | ヤマト | 相模屋             | 群馬トヨペット | -            | ISUZU 関東いすゞ    | -                     | VINCERE      |
| 2022 | -              | AKAGI GROUP         | ヤマト | 相模屋             | 群馬トヨペット | -            | ISUZU 関東いすゞ    | -                     | VINCERE      |
| 2023 | -              | SMILE DENTAL OFFICE | ヤマト | メモリード・ライフ | 群馬トヨペット | ジャパン警備 | ISUZU 関東いすゞ    | Total Car Care 群自燃 | VINCERE      |